# بخش ادینبورگ (شهرستان پورتاژ، اوهایو)
بخش ادینبورگ (به انگلیسی: Edinburg Township) یک منطقهٔ مسکونی در ایالات متحده آمریکا است که در شهرستان پورتیج، اوهایو واقع شده‌است.
 بخش ادینبورگ ۶۳٫۴ کیلومتر مربع مساحت و ۲٬۳۴۴ نفر جمعیت دارد و ۳۶۰ متر بالاتر از سطح دریا واقع شده‌است.